# Sis sonets
Els Sis sonets és una obra d'Eduard Toldrà formada per sis peces per a violí i piano, cadascuna inspirada en un sonet d'un autor diferent. L'obra, composta el 1921 i premiada aquest mateix any pel III Concurs Musical Eusebi Patxot i Llagostera, fou estrenada el 28 de desembre de 1922 al Palau de la Música Catalana.

## Context històric
Els Sis sonets d'Eduard Toldrà s'han d'entendre dins el context cultural de l'època. El 1921, any de composició de l'obra, Catalunya estava immersa en el Noucentisme, moviment cultural i ideològic present a Catalunya durant les primeres tres dècades del segle xx. Toldrà és considerat un dels màxims exponents del Noucentisme musical, tot i que hi ha certa controvèrsia sobre referir-se als músics del «primer noucentisme» com a pertanyents a aquest moviment:
| « | "El perquè de la qüestió rau en la gran diversitat d'estils adoptats pels músics del moment, tot responent a l'ampli ventall d'influències recollit pel moviment durant el seu forjament." | » |

Per altra banda, 
| « | […] la definició orsiana sobre com havia de ser la música deixava un ventall molt reduït de possibilitats que, alhora, resultaven d'aplicació poc real per als compositors del moment. | » |

 És a dir, el precepte orsià del Noucentisme, segons el qual l'ètica i la moral havia de regir per sobre de l'art, no donava gaire llibertat de moviments al compositors de l'època. No es podia concebre el fet que la música pogués transmetre emocions de manera irracional. És per això que el Noucentisme només acceptava - de la mà del seu iniciador, Eugeni d'Ors - la música del Barroc, i més concretament la de Bach, ja que hom la pot analitzar des d'un punt de vista més racional que emocional:   
| « | D'Ors només reconegué obertament aprovar la música del Barroc, i més concretament, la de Bach ja que aquesta podia ser interpretada en clau matemàtica o numèrica. Encara que sembli un contrasentit, ni tan sols la música del Classicisme (Haydn o Mozart) no fou acceptada per contenir, ja en el seu sí, contenia massa emocions [...] | » |

El fet que el Noucentisme abraci el sentiment catalanista -se'l farà seu a nivell institucional- i que no pugui concebre la música sense un referent extramusical (ja sigui textual o visual) farà que el gènere lied encaixi perfectament amb els seus preceptes. Cal afegir que els compositors modernistes ja havien experimentat amb aquest gènere. Toldrà el perfeccionarà tot conduint-lo al punt més àlgid de la seva manifestació:
| « | En tant que el compositor vilanoví en feu el màxim exponent de la seva obra, és important apuntar […] el paper del lied català, gènere que recollí l'essència de la creació d'una sonoritat catalana. El fet de mantenir una íntima relació amb la poesia catalana del moment […] més la senzillesa i simplicitat que el to intimista del gènere permet, feren del lied l'escenari idela per a l'experimentació dels elements característics associats a un so català, identitari". | » |

## L'obra

### Influències
Un dels elements que utilitza el Noucentisme per diferenciar-se del Modernisme és el retorn a la tradició. Es vol recuperar els "trets mediterranis" que segons el moviment definien la cultura catalana, defugint de l'impressionisme francès, el simbolisme alemany, etc. Tot i això, la música de Toldrà té influències d'altres cultures, com ara l'ús de l'escala pentatònica (Sonetí de la rosada i Als quatre vents), que defuig del sistema tonal. També fa ús d'harmonies ampliades (acords de setena, novena i ocasionalment de tretzena). Aquesta seguretat en l'ús de la pentatònica tant a nivell melòdic com harmònic constata el contacte que Toldrà va tenir amb la música de Ravel i Debussy durant els mesos que el Quartet Renaixement va estar de gira per Europa. Toldrà també es deixarà influir per la música tradicional catalana. Prova d'això són les estades a Cantallops, on recullirà melodies de tradició oral.

### Estructura formal
L'obra està composta per sis peces independents, cadascuna de les quals insipirades en un sonet diferent:
1. Sonetí de la rosada (Trinitat Catasús i Catasús)
2. Ave Maria (Joan Alcover i Maspons)
3. Les birbadores (Magí Morera i Galícia)
4. Oració al maig (Josep Carner i Puig-Oriol)
5. Als quatre vents (Antoni Navarro i Grauger)
6. La font (Joan Maria Guasch i Miró)

La forma musical que Toldrà utilitza en cada peça s'aproxima a la del lied ternari, estructura que segueix més fidelment en unes peces que en unes altres. Encara que Toldrà s'inspira en el contingut textual de cada sonet per posar-hi música, no hi ha una relació directa entre la música i el text, com acostuma a passar en els lieds cantats. És a dir, no trobem una relació entre una estrofa del text amb una frase musical de la partitura. En lloc d'això, Toldrà plasma en cada peça el caràcter, les sensacions, els ambients i les olors que es desprenen de cada sonet.

## Les sis peces

### 1. Sonetí de la rosada
Aquesta primera peça està basada en el poema romàntic de Trinitat Catasús i Catasús, en el que s'idealitza la feminitat, comparant-la amb la puresa i la innocència. Està escrita en mi major, la tonalitat més clara, brillant i alegre per al violí. 
| « | Mi major és la tonalitat més clara, més lluminosa, més fresca i més alegre. Això és degut als quatre sostinguts de l'armadura, i al fet que el mi és una corda oberta del violí, la més aguda. Això fa que el violí soni amb un timbre concret, més clar. | » |

 Ús de l'escala pentatònica.

### 2. Ave Maria
La tonalitat d'aquesta segona peça és també de mi major, però a diferència del Sonetí de la rosada, el caràcter és ara més tranquil i pausat, ja que està dedicat a la verge Maria. S'inicia amb una introducció del piano, que evoca les campanes d'un campanar.

### 3. Les birbadores
La tercera peça, escrita en re major, torna a ser un cant a la feminitat, ara però en un context rural. El poema s'ambienta en el treball de les birbadores. 
| « | Les birbadores eren les noies que recollien les males herbes del camp, al mes de juny, després de la sembra. | » |

 El poema vol transmetre la nostàlgia del món rural perdut amb l'arribada de la Revolució Industrial, tot i que fa servir un caràcter alegre, quasi de dansa. 
| « | Ens trobem davant d'un sonet de caràcter clarament diferent als dos anteriors. Llegint el poema, ens impregnem d'una sensació molt fresca, molt alegre, i intuïm un cert moviment de dansa | » |

 Toldrà aconsegueix la sensació de moviment amb una melodia àgil del violí i d'un acompanyament del piano que atorga tot el protagonisme al violí. 
| « | Ens centrem doncs, en la primera part del sonet. És clarament el violí que porta la veu principal. Fixem-nos en un element més que ens fa pensar en aquesta sensació d'admiració/ fascinació que trobem en el poema. Aquest sonet posseeix un caràcter de virtuositat que no hem trobat ni trobarem en cap altre. És d'aquesta manera que ens quedem bocabadats, és així com Toldrà transmet aquesta sensació de llum, de moviment (Les he vistes passar com voleiada/ de cantaires ocells quan trenca el dia), i de fascinació. És important veure com el piano té clarament un paper d'acompanyant en aquesta peça. | » |

 Cal ressaltar el fet que és la peça harmònicament més senzilla, recurs utilitzat per Toldrà per ressaltar la melodia del violí. 
| « | Once again, it is a short, ternary composition, and employs less harmonic variation than the other pieces in favor of a greater brilliance for the solo violin part. | » |

### 4. Oració al maig
El poema de Josep Carner vol transmetre la reticència del poble català a fer un pas en ferm en relació amb el tema identitari. En aquesta peça es pot veure el Toldrà més líric, a la vegada que la forma lied emprada s'allunya de la forma ternària habitual. Pel que fa a la tonalitat, la peça s'inicia en fa major (tonalitat menys brillant que mi o re major), passant també per la menor i do major. Aquesta primera secció A té un caràcter doncs introvertit (d'amor no correspost), que contrasta amb la segona secció B, en la major, de caràcter alegre i somiador. La tercerca secció C contrasta amb les dues anteriors, ja que harmònicament no és gens clara. Dona protagonisme al violí. Es reexposa B però en la tonalitat de fa major, perdent doncs el caràcter somiador que havia tingut.

### 5. Als quatre vents
Escrita en tonalitat de si major, juxtaposa l'harmonia més tradicional i diatònica en la secció A amb una harmonia més moderna (acords de setena, i harmonia pentatònica) en la secció B. Es tracta de la peça més curta però a la vegada la més lenta. Això fa que no desentoni amb la durada de la resta de peces. 
| « | Veiem també que és una peça curta, molt més curta que les anteriors. No obstant, a l'escoltar-la no tenim aquesta sensació; tant pel tempo (molt lent) com per la intensitat de l'obra, percebem una unitat perfectament lògica en relació al caràcter que demana la poesia. | » |

### 6. La font
L'última peça de l'obra combina nacionalisme, idealisme polític, religiositat i sensualitat. És la peça més agosarada i original harmònicament parlant. La secció A s'inicia en sol major pentatònica. La secció B és harmònicament menys clara, fet habitual en la música impressionista. L'ambient recreat recorda el soroll de l'aigua. La coda és breu i simbòlica, donant la sensació que la font ha deixat en sec de brollar.
| « | La petita coda que conclou la peça és molt breu i simbòlica. Per algun motiu la font deixa de rajar i sentim, per com s'esvaeix la melodia, les dues notes del final que cauen com si fossin dues gotes. | » |